# Balch
Balch (paszto/perski: بلخ‬, dawniej: Baktra) – miasto w północnym Afganistanie, na równinie Baktrii, położone około 20 km na północny zachód od stolicy prowincji Mazar-i Szarif oraz ok. 74 km na południe od Amu-darii (starożytnego Oksusu).
Liczba mieszkańców w 2003 roku wynosiła ok. 69 tys.
W mieście rozwinął się przemysł bawełniany oraz wełniarski.

## Historia
Miasto zostało założone przed VI w. p.n.e., było stolicą Baktrii. Podbite przez Aleksandra Macedońskiego w 329 roku p.n.e.
Miejsce narodzin Rumiego (1207 rok).
Przez długi okres miasto było duchowym centrum zaratusztrianizmu. Znajdowała się w nim również bogata świątynia bogini Anahity. Odwiedzający miasto w VII w. wspominali, że znajduje się w nim wiele klasztorów buddyjskich i stup.
Opisy pochodzące z X w. mówią, że miasto było otoczone ziemnymi murami, w których znajdowało się sześć bram. Wewnątrz murów znajdowała się cytadela i meczet. Miasto stało się wówczas również centrum naukowym i jest jednym z przypuszczalnych miejsc narodzin Awicenny.
W 1220 r. zostało zburzone przez Czyngis Chana i ponownie w XIV w. przez Tamerlana. Nie przeszkodziło to jednak by Marco Polo opisał je  w kolejnym stuleciu jako "szacowne i wspaniałe".

## Zabytki
W 2004 roku Balch został wpisany na afgańską listę informacyjną UNESCO – listę obiektów, które Afganistan zamierza rozpatrzyć do zgłoszenia do wpisu na listę światowego dziedzictwa UNESCO.
Obecnie można zobaczyć pozostałości murów ziemnych. Na północ od nich znajduje się kolejny zespół fortyfikacji Balu Hisar wewnątrz których znajduje się kopiec Tepe Zargaran, którego poziomy datuje się na co najmniej II w. n.e., oraz pozostałości timurydzkiej świątyni Chodży Abu Nasr Parsy, którą datuje się na ok. 1460/1 r. oraz  XVII-wiecznej medresy Sajjida Sudhan Quli Chana. Poza murami znajdują się również pozostałości budynków z epoki buddyjskiej: pozostałości Takht-i Rustam, ruiny buddyjskiego klasztoru Nau Bahar oraz stupy Tepe Rustam. Na północnym wschodzie znaleziono ślady rozległych ogrodów, w których znajdował się duży karawanseraj. Na południu znajduje się meczet Haji Piyada (Noh Gonbad Mosque - pers. مسجد نُه‌گنبد "Meczet Dziewięciu Kopuł").